# Sálih Sulejmán
Sálih Sulejmán (hebrejsky: צאלח סלימאן, Salich Sulejman, arabsky: صالح سليمان‎;‎ 1888 – 24. listopadu 1980) byl izraelský politik a poslanec Knesetu za stranu Kidma ve-avoda (Pokrok a práce).

## Biografie a politická dráha
Narodil se v obci Rejne v tehdejší Osmanské říši (dnes Izrael). Patřil do komunity izraelských Arabů.
V izraelském parlamentu zasedl po volbách v roce 1955, do nichž šel za stranu Kidma ve-avoda. Byl členem parlamentního výboru pro záležitosti vnitra.